# Michel aus Lönneberga

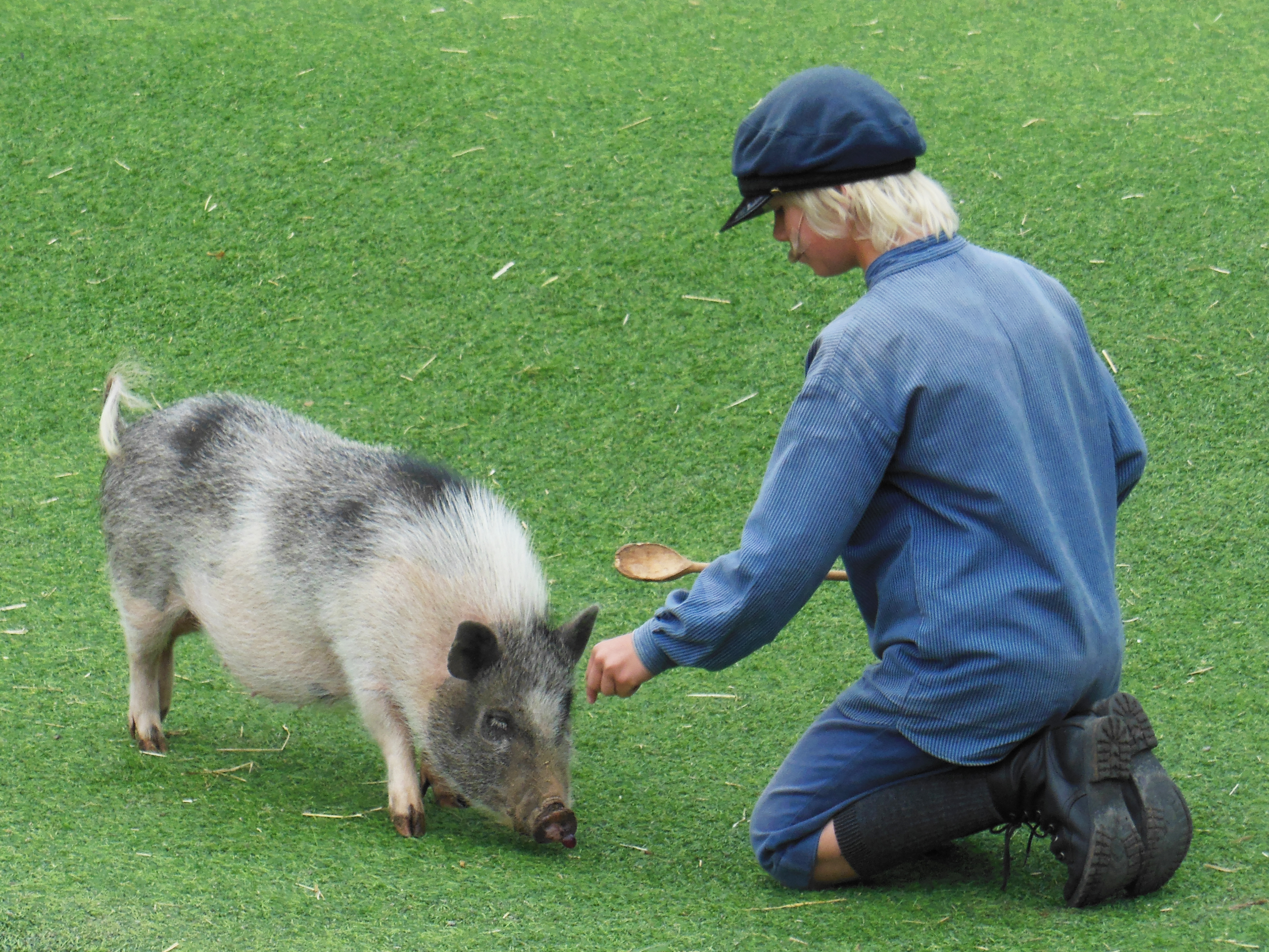
Michel mit Schwein (bei einem Schauspiel in Astrid Lindgrens värld in Vimmerby, 2014)

Michel aus Lönneberga (schwedisch Emil i Lönneberga) ist eine Kinderbuch-Romanfigur von Astrid Lindgren. Die Geschichten um seine Person wurden ab 1963 veröffentlicht und Anfang der 1970er Jahre verfilmt. Sie wurden in Buchform, als Hörspiel, als Fernsehserie und durch drei Spielfilme in ganz Europa Klassiker der Kinder- und Familienunterhaltung. Die deutschen Übersetzungen der Michel-Geschichten stammen von Karl Kurt Peters, Anna-Liese Kornitzky und Senta Kapoun. Die Romane wurden in 52 Sprachen übersetzt. Weltweit wurden davon über 30 Millionen Bücher verkauft.
Im schwedischen Original trägt die Figur Michel den Namen Emil. Der Name wurde im Deutschen geändert, um Verwechslungen mit der Kinderbuchfigur Emil Tischbein aus Emil und die Detektive und Emil und die drei Zwillinge von Erich Kästner zu vermeiden.

## Inhalt
Michel Svensson, ein fünf Jahre alter Junge, lebt Ende des 19. Jahrhunderts beziehungsweise Anfang des 20. Jahrhunderts (siehe den Abschnitt Erzählte Zeit) auf dem Hof Katthult im Dorf Lönneberga in Småland in Schweden zusammen mit Vater Anton, Mutter Alma, seiner vierjährigen Schwester Klein-Ida, dem Knecht Alfred und der Magd Lina. Dort und in ganz Småland erwirbt Michel sich den Ruf, ständig allerlei Unfug anzustellen. Er ist eng mit dem Knecht befreundet. Ebenfalls häufig Teil Katthults, jedoch nicht dort wohnhaft, ist die alte Witwe Krösa-Maja, welche Michel und Ida ständig die unglaublichsten Schauergeschichten erzählt. Wenn Michel wieder einen Streich ausheckt, erzählt sie diesen schnell weiter, nicht selten auch übertrieben. So erzählt sie, als Michel Anton versehentlich Blutbrei über den Kopf schüttet, Michel habe diesen so stark geschlagen, dass er jetzt verbluten müsse.

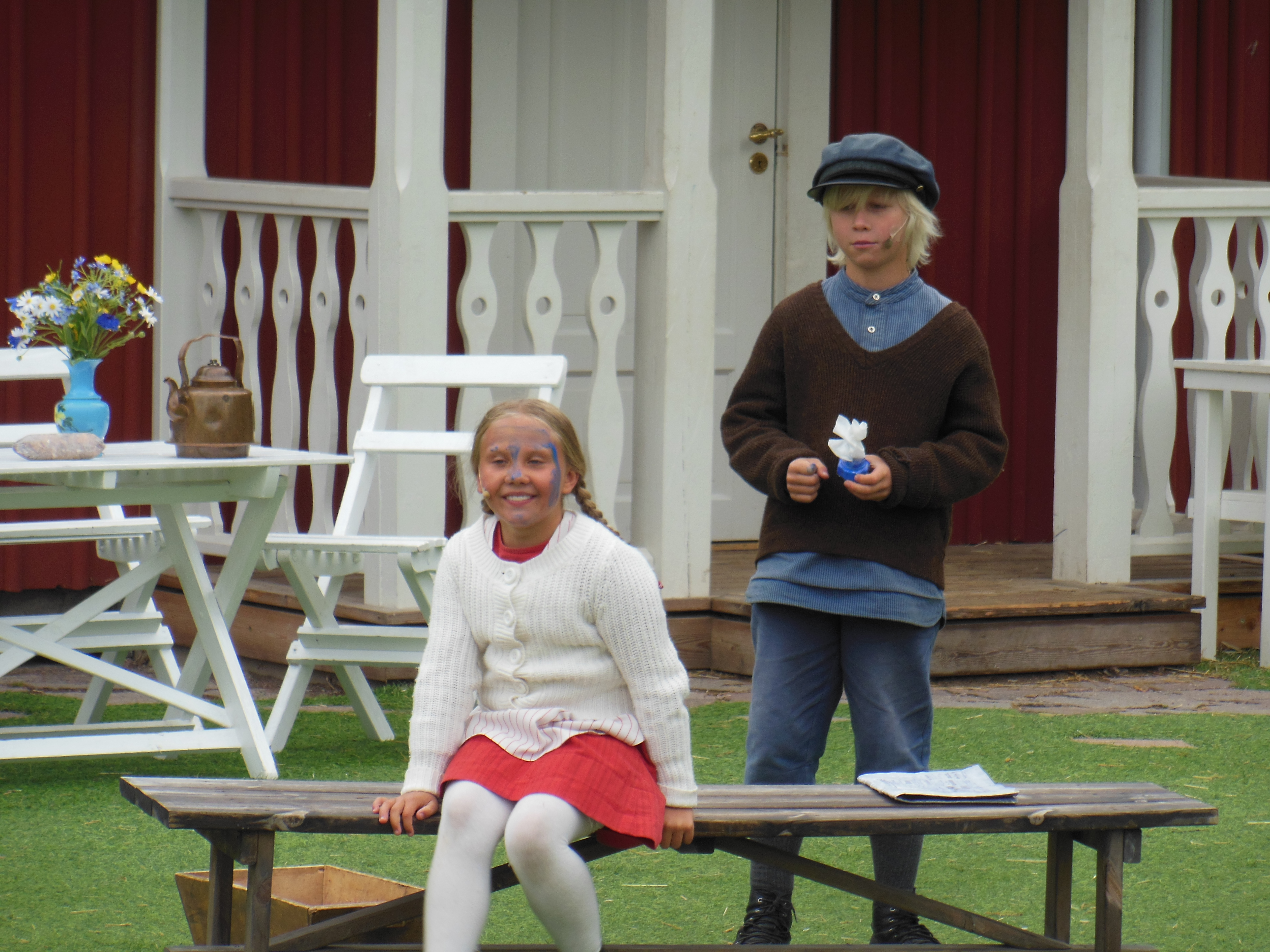
Michel färbt das Gesicht seiner Schwester Ida blau (bei einem Schauspiel in Astrid Lindgrens värld in Vimmerby, 2014)

Immer wenn Michel etwas angestellt hat, wird er in den Tischlerschuppen gesperrt bzw. flüchtet gleich selbst hinein, wo er dann aus Langeweile kleine Holzmännchen schnitzt. Da er viel Schabernack treibt, entsteht mit der Zeit eine beachtliche Holzmännchen-Sammlung.
Manches Missgeschick von Michel wird von den Erwachsenen fälschlicherweise als hinterlistiger Streich ausgelegt, weil die Folgen mit sehr viel Unannehmlichkeiten für die Eltern und die Bewohner von Lönneberga verbunden sind. So verschluckt Michel versehentlich ein Geldstück oder er fällt von Stelzen durch ein Fenster in eine Schüssel mit Blaubeersuppe, er stellt eine Rattenfalle auf, in die sein Vater tritt, oder er sperrt den Vater unwissend im Toilettenhäuschen ein. Die Mutter schreibt jeden seiner Streiche auf.
Michel ist im Grunde sehr hilfsbereit und gutherzig. So versucht er beispielsweise der Magd Lina auf vielfache Weise einen Zahn zu ziehen oder er lädt die Menschen aus dem Armenhaus am Weihnachtstag zu einem Festessen ein. Besondere Anerkennung bekommt Michel, als er den schwerkranken Knecht Alfred im schlimmsten Schneesturm allein mit dem Pferdeschlitten zum Arzt nach Mariannelund bringt und Alfred so vor dem tödlichen Ausgang einer schweren Blutvergiftung bewahrt.

## Figuren
Astrid Lindgren wählt für die Michel-Romane die Perspektive einer auktorialen Erzählerin, die angebliche Aufzeichnungen von Michels Mutter als Quelle benutzt. Diese Verdoppelung der Perspektive schafft die Möglichkeit, zwischen einem reinen Nacherzählen der Vorlage (die Aufzeichnungen der Mutter) und eingestreuten Kommentaren der Erzählerin zu wechseln.

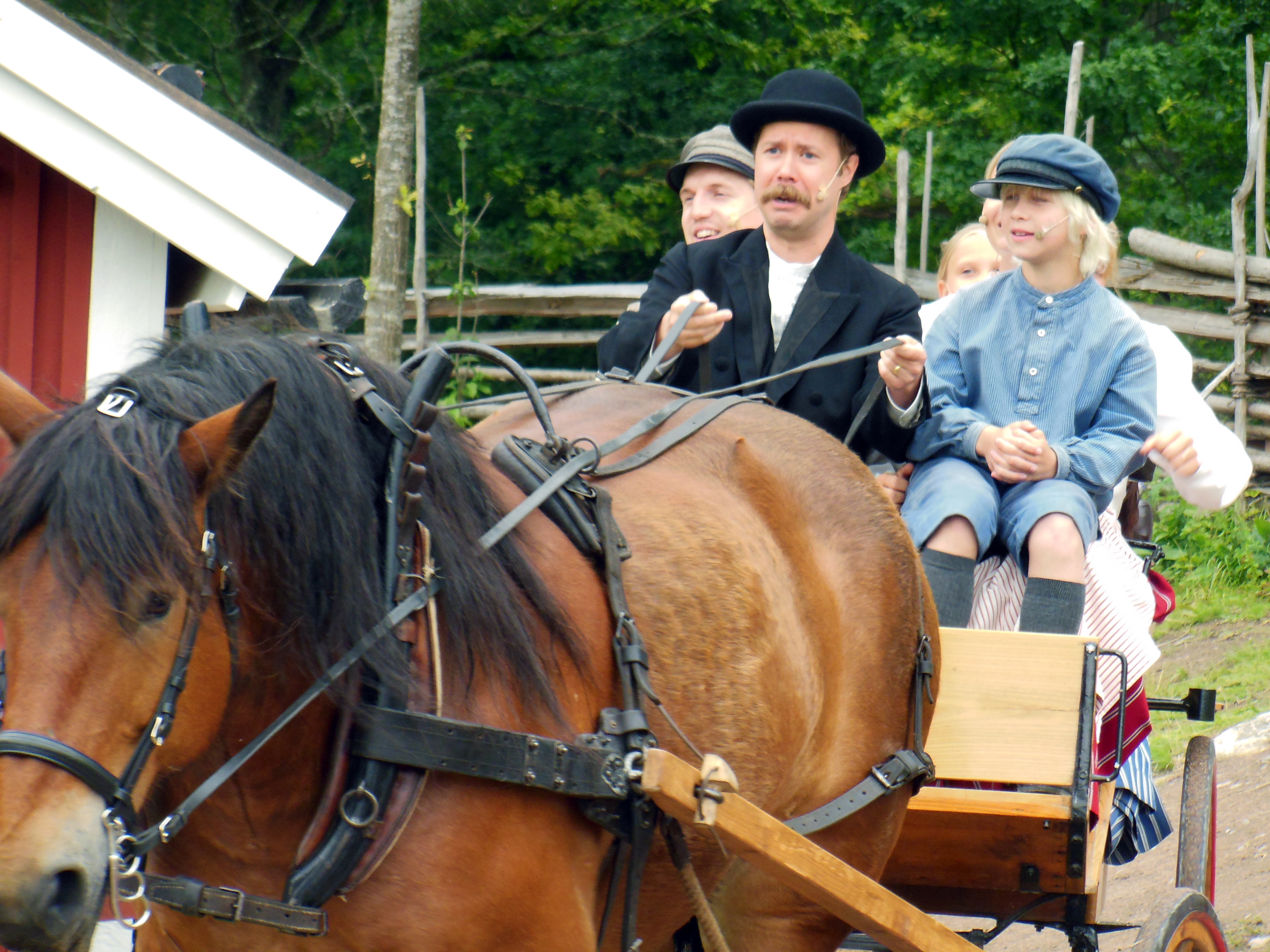
Schauspiel in Astrid Lindgrens värld in Vimmerby (2014)

Weiter wird erkennbar, dass Astrid Lindgren die Figuren ganz unterschiedlich aufstellt: Während Personen wie die Magd Lina und zum größeren Teil auch der Vater in ihren Handlungen recht vorhersagbar und stereotyp geschildert werden, ist ihr insbesondere bei Michel als Hauptperson an einer hochdifferenzierten Darstellung gelegen.
Das Verhältnis zum Vater und die darin schlummernden Konfliktpotentiale sind ein wesentlicher Antrieb für viele der erzählten Situationen. Gelegentlich – besonders deutlich zum Beispiel am Ende des Kapitels über die Auktion in Backhorva – wird sichtbar, dass Astrid Lindgren das Verhältnis zwischen Michel und seinem Vater nach dem klassischen Muster des Konflikts zwischen einem jungen Genie und einem alten Meister angelegt hat.

## Erzählte Zeit
Die Schilderung von Einzelheiten des bäuerlichen Lebens und die Abwesenheit von motorgetriebenen Fahrzeugen legen eine zeitliche Einordnung der Geschichte am Ende des 19. oder Anfang des 20. Jahrhunderts nahe.

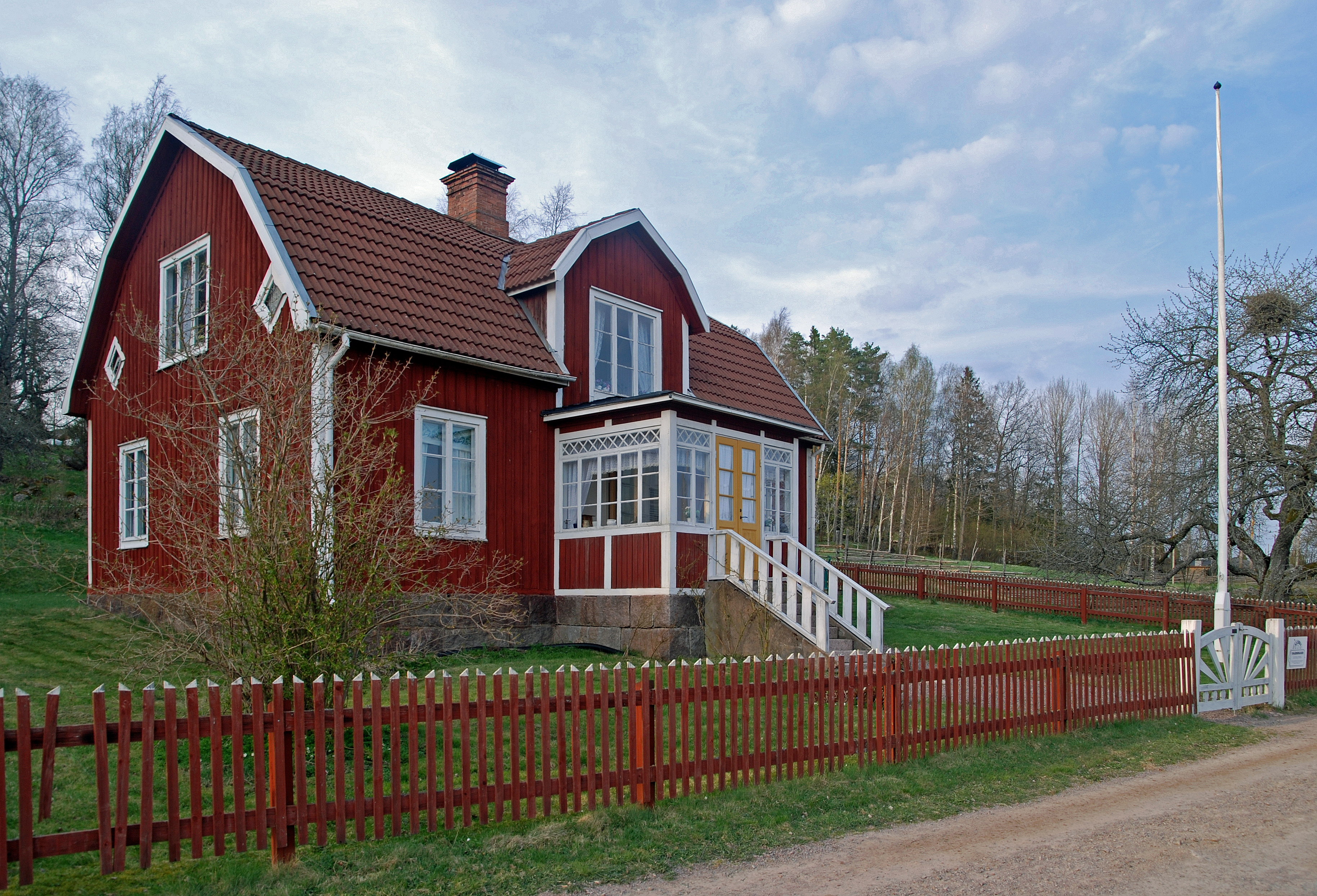
Michels fiktives, in dem die Verfilmungen spielen

Diese zeitliche Einordnung lässt sich anhand von zwei realen Ereignissen, die in die Michel-Geschichten eingegangen sind, konkretisieren:
1. Gegen Ende des ersten Bandes sammeln die Dorfbewohner für Michels Eltern Geld und wollen dadurch erreichen, dass die Eltern ihn „nach Amerika schicken“, weil er in ihren Augen zu viel Unfug macht. Das Motiv wird zu Beginn des zweiten Bandes durch die Magd Lina aufgegriffen. Sie argumentiert gegen ein solches Abschieben in die USA: Sie habe in der „Vimmerby-Post“ von dem großen Erdbeben drüben in Amerika gelesen, und beides zusammen – also Michel und ein Erdbeben – sei den Amerikanern nicht zuzumuten. Diese Anmerkung bezieht sich mit großer Wahrscheinlichkeit auf das Erdbeben von San Francisco aus dem Jahr 1906.
2. Eine weitere Geschichte im zweiten Band (auf den 31. Oktober datiert) spielt auf dem Markt von Vimmerby. Dessen Besucher haben Angst vor dem Kommen eines großen Kometen, der Gerüchten zufolge auf die Erde einschlagen und den Weltuntergang hervorrufen soll. Die Stimmung, die in dieser Geschichte wiedergegeben wird, trifft ziemlich genau die reale Weltuntergangsangst, die in vielen Teilen der Welt vor dem Erscheinen des Halleyschen Kometen im Jahr 1910 herrschte.

Weiterhin gab die Autorin in einem Interview um die Jahrtausendwende an, in Michel die Atmosphäre ihrer eigenen glücklichen Kindheit im ländlichen Vimmerby wiedergegeben zu haben; Astrid Lindgren wurde 1907 geboren.
Jedoch sagte Lindgren in einem weiteren Interview, dass die Welt, in der Michel lebte, ihrer eigenen Kindheit nur ähnlich, aber genau so gewesen sei, wie die Welt, in der ihr Vater gelebt habe, als er klein war. Lindgrens Vater wurde 1875 geboren.
Daher gelten sowohl die Kindheit des Vaters als auch ihre eigene Kindheit als Grundlage für die Michel-Romane, was eine genaue zeitliche Einordnung der Geschichten kaum möglich macht.

## Hintergrund
Michel aus Lönneberga entstand, als Lindgren eines Tages ihren dreijährigen Enkel beaufsichtigte, der aus Leibeskräften schrie. Astrid Lindgren fragte den Jungen, ob er wisse, was Michel eines Tages angestellt hatte. Da der Junge dies wissen wollte, musste er ruhig sein und zuhören. So kam es, dass Lindgren dem Jungen immer wieder von Michel erzählte und die Geschichten später aufschrieb.
Laut Astrid Lindgren war ihr Vater Samuel August Ericsson früher genauso wie Michel. Ericsson berichtete Lindgren von seinen Erlebnissen in Småland, von denen Lindgren viele in ihre Geschichten einfließen ließ. So kommt der Pfarrer eines Tages nach Katthult. Die Knechte und Mägde müssen gute Bibelkenntnisse vorweisen. Die Magd Lina fällt jedoch durch, als sie auf die Frage nach den ersten Menschen mit Thor und Freya antwortet. Ericsson hatte seiner Tochter von genau solch einer Befragung berichtet, in der die Magd dasselbe wie Lina antwortete.

## Bücher
Ab 1963 sind eine Vielzahl verschiedener Medien mit den Geschichten von Michel aus Lönneberga erschienen. Im Folgenden sind die für den deutschsprachigen Raum wichtigsten Veröffentlichungen aufgeführt.

### Romane
- Michel in der Suppenschüssel. Originaltitel: Emil i Lönneberga, Stockholm 1963, Illustrationen von Björn Berg; auf Deutsch im Verlag Friedrich Oetinger in Hamburg 1964, Übersetzung: Karl Kurt Peters, Einband und Illustrationen von Rolf Rettich.
- Michel muß mehr Männchen machen. Originaltitel: Nya hyss av Emil i Lönneberga, Stockholm 1966, Illustrationen von Björn Berg; auf Deutsch im Verlag Friedrich Oetinger in Hamburg 1966, Übersetzung: Karl Kurt Peters, Einband und Illustrationen von Rolf Rettich.
- Michel bringt die Welt in Ordnung. Originaltitel: Än lever Emil i Lönneberga, Stockholm 1970, Illustrationen von Björn Berg; auf Deutsch im Verlag Friedrich Oetinger in Hamburg 1970, Übersetzung: Karl Kurt Peters, Einband und Illustrationen von Rolf Rettich.

Die drei Romane gibt es auch als Gesamtausgabe mit dem Titel Immer dieser Michel (Stora Emilboken, 1972).

### Kurzgeschichten und Bilderbücher
Später wurden noch folgende neue Kurzgeschichten veröffentlicht:
- Als Klein-Ida auch mal Unfug machen wollte (När lilla Ida skulle göra hyss, 1984)
- Michels Unfug Nummer 325 (Emils hyss nr 325, 1985)
- Nur nicht knausern, sagte Michel aus Lönneberga (Inget knussel, sa Emil i Lönneberga, 1986)

Diese drei Geschichten sind auch in dem Sammelband Michel und Klein-Ida aus Lönneberga (Ida och Emil i Lönneberga, 1989) enthalten.
Ebenfalls sind bislang vier Bilderbuch-Ausgaben von den bekanntesten Michel-Geschichten mit Zeichnungen von Björn Berg erschienen:
- Michel aus Lönneberga (Den där Emil, 1972)
- Mehr von Michel aus Lönneberga (När Emil skulle dra ut Linas tand, 1976)
- Der Tag, an dem Michel besonders nett sein wollte (Emil med paltsmeten, 1995)
- Als Michel den Kopf in die Suppenschüssel steckte (Emil och soppskålen, 1996)

Die vier Bilderbücher sind in dem Buch Das große Bilderbuch von Michel aus Lönneberga zusammengefasst.

### Hörbücher
- Michel in der Suppenschüssel, gelesen von Ursula Illert. 2 CDs. Oetinger Audio. Ungekürzte Lesung. ISBN 9783837309591.
- Michel muss mehr Männchen machen, gelesen von Ursula Illert. 2 CDs. Oetinger Audio. Ungekürzte Lesung. ISBN 9783837309911.
- Michel bringt die Welt in Ordnung, gelesen von Ursula Illert. 3 CDs. Oetinger Audio. Ungekürzte Lesung. ISBN 9783837310146.
- Michels Unfug Nummer 325, gelesen von Manfred Steffen. 1 CD. Oetinger Audio. Lesung. ISBN 9783837302165.

### Hörspiele
Es erschienen drei Folgen von Michel als Hörspiel auf Kompaktkassette und Langspielplatte unter der Regie von Kurt Vethake:
- Michel bringt die Welt in Ordnung (1972) MC: Philips Sonic Series 7172 142 / LP: Fontana 9294 009
- Michel aus Lönneberga – Immer dieser Michel (1976) MC: Philips Sonic Series 7172 257 / LP: Fontana 9294 089
- Michel aus Lönneberga – Michel muss mehr Männchen machen (1976) MC: Philips Sonic Series / LP: Fontana 9294 090

In Michel bringt die Welt in Ordnung wird Michel von Mad Stolze gesprochen, welche in der Fernsehserie die deutsche Stimme Lena Wisborgs war, welche dort Michels Schwester Ida sprach.
In Immer dieser Michel und Michel muss mehr Männchen machen wird Michel von Oliver Rohrbeck gesprochen. Die Erzählerin des ersten Teils übernahm die Erzählerin der Fernsehserie, Christine Gerlach; deren Aufgabe wurde in den anderen beiden Folgen von einem männlichen Erzähler, Klaus Jepsen, übernommen. Weitere bekannte Sprecher der Hörspiele waren Heinz Rabe (Vater Svensson) und Rolf Marnitz (Knecht Alfred).
In der Schweizer Hörspielfassung Immer dä Michel wurden die Geschichten von Michel an lokale Begebenheiten angepasst: Sein Name wurde in Michel vo der Schwand geändert und die Geschichten ins Entlebuch versetzt. Die Übertragung in Dialekt besorgte der Hörspielregisseur Geri Dillier, Erzähler ist Emil Steinberger. Das Kinderhörspiel erschien 1998/99 auf den drei Kassetten bzw. Compact-Discs De Michel i de Suppeschüssle, E Sougschicht und Es bsunders Fäscht.

## Verfilmungen

### Spielfilme
- 1971: Immer dieser Michel 1. – Michel in der Suppenschüssel
- 1972: Immer dieser Michel 2. – Michel muß mehr Männchen machen
- 1973: Immer dieser Michel 3. – Michel bringt die Welt in Ordnung

In allen oben genannten Filmen spielt Jan Ohlsson den Michel. Der Dreh fand in Gibberyd, einem Ort in Rumskulla, in der Gemeinde Vimmerby statt. Viele Drehorte sind auch in Mariannelund vorhanden. Tafeln an den Drehorten weisen darauf hin, z. B. an der Schule.
- 1985: Emīla nedarbi, Lettland, Regie: Varis Brasla
- 2013: Michel & Ida aus Lönneberga, Schweden, Regie: Alicja Jaworski und Lasse Persson Per Åhlin

### Fernsehserie
Zwischen 1975 und 1976 wurde unter dem Titel Michel aus Lönneberga eine deutsch-schwedische Serienfassung veröffentlicht. Sie beruht auf den drei zwischen 1971 und 1973 gedrehten Michel-Filmen mit Jan Ohlsson.